# Marie Nicolas Louis Marquette de Fleury
Marie Nicolas Louis Marquette de Fleury est un homme politique français né le 23 février 1748 à Laon et décédé le 15 août 1834 à Poissons.
Maitre de forges à Poissons, conseiller général, il est député de la Haute-Marne de 1802 à 1815.

## Sources
- « Marie Nicolas Louis Marquette de Fleury », dans Adolphe Robert et Gaston Cougny, Dictionnaire des parlementaires français, Edgar Bourloton, 1889-1891 [détail de l’édition]